# Кайо Дуилио (броненосец)
«Кайо Дуилио»(итал. Caio Duilio) — головной из двух броненосцев типа «Кайо Дуилио», построенных в 1870-х для ВМФ Италии.
Стал первым броненосцем в Европе, не имевшим парусного рангоута.
Назван в честь Гая Дуилия, римского флотоводца, который одержал первую в истории римского флота морскую победу в Первой Пунической войне.

## История
В марте 1873 году итальянский морской министр адмирал Симоне Антонио Сент-Бон объявил о строительстве трех новых линкоров, которые будут самыми мощными в мире, и реализовывали бы концепцию индивидуального превосходства над любым кораблем потенциального противника. Спроектировал их военно-морской инженер Бенедетто Брин.

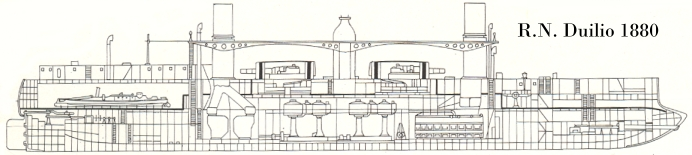
Схема

Имея 4 450-мм орудия в двух спаренных башнях и скорость хода 15 узлов, на момент своего появления он был, по своей скорости, защите и характеристикам вооружения, единогласно признан самым мощным линкором на вооружении.
Были построены только два судна из трех запланированных, первым в серии стал «Кайо Дуилио». Строительство этих кораблей стало большой проблемой для отсталого итальянского кораблестроения, но, в то же время, этот проект помог развить в Италии современную промышленность.
6 марта 1880 года, вскоре после вступления в строй, одно из главных орудий было заряжено дважды по ошибке, что стало возможным из-за трудоемкого и ненадежного способа заряжания с дульного среза, что привело к разрыву ствола. 
Служба линкора проходила исключительно в Средиземном море, где он также совершал походы с посещением прибрежных стран, а иногда его отправляли в Восточное Средиземноморье, когда этого требовали случаи напряженности или защиты национальных интересов.
В отличие от модернизированного в 1894 году «Энрико Дандоло», «Кайо Дуилио» не модернизировался и когда был выведен из строя, в 1900 году, перешел к выполнению задач учебного корабля рулевых и матросов, позже использовался в качестве батареи береговой обороны. Корабль был выведен из эксплуатации 27 июня 1909 года и отправлен на слом в том же году.